# Rocquemont, Oise

Rocquemont este o comună în departamentul Oise, Franța. În 1 ianuarie 2022 avea o populație de 118 de locuitori.